# Lars Peter Hansen
Pour l’article homonyme, voir Lars Hansen.
Lars Peter Hansen, né le 26 octobre 1952 à Champaign, est un économiste américain, spécialisé en économétrie et en macroéconomie. Il est connu pour avoir développé la méthode des moments généralisés. Il a obtenu le prix de la Banque de Suède 2013 avec ses compatriotes Eugene Fama et Robert Shiller.

## Biographie
Lars Hansen est titulaire d'un Bachelor of Science en mathématiques et en sciences politiques de l'université d'État de l'Utah (1974) et d'un Ph.D. en sciences économiques de l'université du Minnesota (1978).
Après avoir enseigné à l'université Carnegie-Mellon, il rejoint le corps professoral de l'université de Chicago en 1981 et est nommé professeur titulaire en 1984.
Il est professeur invité au MIT (1983), à Harvard (1986), à Stanford (1989), à Northwestern (2007) et à Keio (2009).
Dans une tribune publiée dans Le Monde en avril 2017, il fait partie des 25 lauréats du « prix Nobel » d'économie dénonçant le programme anti-européen de Marine Le Pen pour les élections présidentielles françaises 2017.

## Publications
- 1982 : « Large sample properties of generalized method of moments estimators. » Econometrica vol. 50, no 4, pages 1029-1054, Jstor
- 1982 : « Generalized Instrumental Variables Estimation of Nonlinear Rational Expectations Models », avec Kenneth J. Singleton, Econometrica vol. 50, no 5, p. 1269-1286, jstor
- 1991 : Rational Expectations Econometrics avec Thomas Sargent, Westview Press,  (ISBN 9780813378008)
- 2003 : Advances in Economics and Econometrics : Theory and Applications, Eighth World Congress, Volume III, Econometric Society Monographs, sous la direction de Mathias Dewatripont, Lars Peter Hansen et Stephen J. Turnovsky, Cambridge University Press,  (ISBN 9780521524131)
- 2007 : Robustness avec Thomas Sargent, Princeton University Press,  (ISBN 9781400829385)
- 2009 : Handbook of Financial Econometrics, sous la direction d'Ait-Sahalia et Lars Peter Hansen, North Holland,  (ISBN 9780444535542)